# デルフィヌル (潜水艦・初代)
デルフィヌル (Delfinul) はルーマニア海軍の潜水艦。
「デルフィヌル」は水上排水量650トン、水中排水量900トン、長さ68メートル、幅5，9メートル。スルザー式ディーゼル2基、Monza式電動機2基搭載、2軸で、水上速力14ノット、水中速力9ノット。兵装は533㎜魚雷発射管6門（前部4、後部2）と102㎜両用砲1門で、乗員は40名であった。
ルーマニアでは、1920年のフランスでの潜水艦建造の計画は財政的な理由で断念されたが、1926年に資金が確保でき、イタリア政府に潜水艦を発注した。それが「デルフィヌル」である。イタリアは第一次世界大戦で獲得した地の経済発展のため注文をフューメのQuarnaro shipyardにまわしたが、そこは潜水艦建造の経験がなかったため問題を引き起こすことになった。
1927年8月に起工されたが建造は遅れ、進水は1930年6月6日または6月22日であった。1932年になっても完成しなかったためルーマニアは注文を取り消し、支払い済みの建造費の返還を求めてルーマニアで裁判を起こすも、イタリア側はルーマニアの裁判管轄を認めなかった。3年後に和解が成立。1936年5月9日に引き渡されて6月27日にルーマニアへ向けて出航し、8月15日に正式に入籍した。
1941年6月に対ソ戦が始まると、「デルフィヌル」はコンスタンツァ沖に配置された。ソ連海軍によるコンスタンツァ襲撃があったが、「デルフィヌル」は攻撃は行えていない。
7月、コーカサスと前線の間のソ連船団を攻撃しに出撃したが、目標は見当たらなかった。8月はTarkhankut岬・サールィチ岬間での輸送船攻撃に出撃したが、結果は同じであった。帰投途中の8月20日にはソ連潜水艦の雷撃を受けたが、魚雷は外れた。9月の出撃は黒海東部へのものであった。ソ連巡洋艦「コミンテルン」などに遭遇するも攻撃は行えなかった。
11月の出撃ではコーカサス・クリミア間の補給線などが目標であった。11月5日に「デルフィヌル」はヤルタ沖で護衛なしの船「Uralets」（1975トン）を発見し、雷撃して沈めたというが、「Uralets」は1941年10月29日にドイツ軍機によって沈められているともいう。「デルフィヌル」はタンカー「Kreml’」を雷撃させて損傷させた、とも。この後「デルフィヌル」は爆雷攻撃を受けるも逃れ、帰投した。続く2回の出撃時は、ともに悪天候と機械の問題のため引き返すこととなった。その後数か月は修理に費やされた。
1942年5月、セバストポリへの補給路攻撃に出撃したが、ほぼ何も起きずに終わった。7月下旬の出撃が「デルフィヌル」の最後の出撃となった。この時の任務はヤルタの南での輸送船攻撃であった。「デルフィヌル」は6月27日と7月1日に長時間にわたる爆撃、爆雷攻撃を受けるなどし、戦果なく終わった。
機械の問題は依然残っており、「デルフィヌル」は修理のため11月24日にガラツィに着いたが、修理のための資源は新造潜水艦「Rechinul」、「マルスィヌル」にまわされることになったようで、「デルフィヌル」は練習艦となった。
「デルフィヌル」は1959年に退役し、解体となった。